# Путцер, Карен
Карен Путцер (итал. Karen Putzer; род. 29 сентября 1978, Больцано, Трентино-Альто-Адидже) — итальянская горнолыжница, выступавшая за сборную Италии в 1995—2009 годах. Принимала участие в трёх зимних Олимпийских играх, в 1998 году в Нагано выступила сравнительно неудачно, заняв лишь 23-е место в гигантском слаломе и 28-е в супергиганте. Наиболее успешной для спортсменки оказалась Олимпиада в Солт-Лейк-Сити 2002 года, где она выиграла бронзовую медаль программы супергиганта. В 2006 году в Турине Путцер не возымела успеха, в соревнованиях по гигантскому слалому приехав 14-й.
Карен Путцер родилась в городе Больцано (Италия) и с самого начала спортивной карьеры специализировалась на гигантском слаломе и супергиганте. В общей сложности ей удалось получить подиум различных этапов Кубка мира шестнадцать раз, в её послужном списке три третьих места, пять вторых и восемь первых. По итогам сезона 2002—2003 в общем зачёте она заняла второе место, уступив лишь хорватке Янице Костелич.
Путцер дважды становилась призёркой чемпионатов мира, в 2001 году в Санкт-Антоне она получила серебро за гигантский слалом и бронзу в комбинации.
Завершила карьеру в марте 2009 года.